# De Soto, Kansas
De Soto är en stad (city) i Johnson County, och Leavenworth County, i delstaten Kansas, USA. Enligt United States Census Bureau har staden en folkmängd på 5 813 invånare (2011) och en landarea på 28,7 km².